# Пшиленк (Сілезьке воєводство)
Пшиленк (пол. Przyłęk) — село в Польщі, у гміні Щекоцини Заверцянського повіту Сілезького воєводства.
Населення — 132 особи (2011).
У 1975-1998 роках село належало до Ченстоховського воєводства.

## Демографія
Демографічна структура станом на 31 березня 2011 року:
|          | Загалом | Допрацездатний вік | Працездатний вік | Постпрацездатний вік |
| -------- | ------- | ------------------ | ---------------- | -------------------- |
| Чоловіки | 67      | 5                  | 49               | 13                   |
| Жінки    | 65      | 7                  | 30               | 28                   |
| Разом    | 132     | 12                 | 79               | 41                   |